# تسالکا پلاتو
تسالکا پلاتو (به لاتین: Tsalka Plateau) یک منطقهٔ مسکونی در گرجستان است که در شهرداری تسالکا واقع شده‌است.